# JRT
JRT (Jugoslavenska radiotelevizija sau Jugoslovenska radio-televizija) a reprezentat sistemul public de radio-televiziune al Republicii Socialiste Federative Iugoslavia. 